# Sting jet

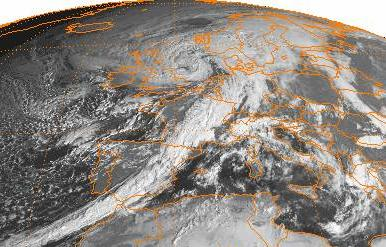
Great Storm of 1987

Sting jet một hiện tượng khí tượng được cho là đã gây ra một số cơn gió gây hại nhất trong các cơn xoáy thuận ngoài nhiệt đới, phát triển theo mô hình Shapiro-Keyser của các cơn xoáy thuận đại dương.

## Khái niệm

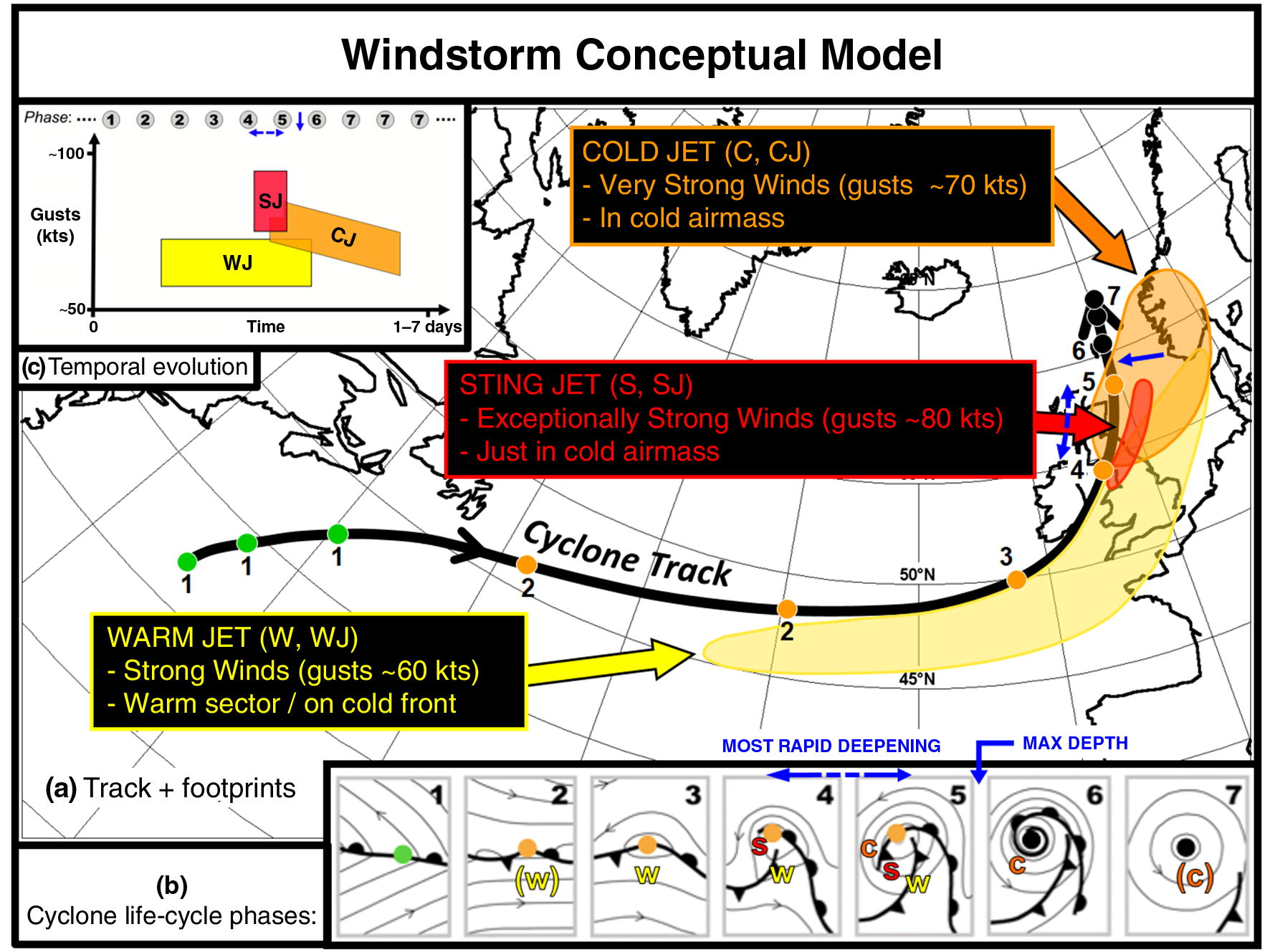
Mô hình khái niệm cho một cơn bão gió châu Âu và các dấu chân gió mạnh liên quan. Lưu ý, tuyến đường bão, các vị trí dấu chân và kích thước dấu chân thay đổi theo từng trường hợp và tất cả các dấu chân không phải lúc nào cũng có mặt.

Sau khi phân tích lại Great Storm of 1987, dẫn đầu bởi Giáo sư Keith Browning tại Đại học Reading, các nhà nghiên cứu đã xác định một dòng chảy quy mô trung có những cơn gió gây hại nhiều nhất được phát ra từ chỏm bốc hơi của đầu mây ở sườn phía nam của cơn xoáy thuận. Đám mây này, móc giống như đuôi của con bọ cạp, tạo cho vùng gió có cái tên của nó là "sting jet".
Người ta cho rằng một vùng gió mạnh, có nguồn gốc từ đầu đám mây nằm giữa tầng đối lưu của một vùng áp suất thấp tăng cường độ rất nhanh và được tăng cường hơn nữa khi dòng tia đi xuống, bốc hơi một con đường rõ ràng thông qua các hạt tuyết và băng. Việc bốc hơi làm lạnh dẫn đến không khí bên trong luồng jet trở nên dày đặc hơn, dẫn đến sự gia tốc của dòng chảy xuống hướng về chỏm của đầu mây khi nó bắt đầu móc vòng quanh trung tâm bão lốc. Vận tốc gió trên 80 kn (150 km/h) có thể được kết hợp với sting jet.
Nó đã được tái tạo với độ phân giải cao chạy với phiên bản trung gian của Mô hình thống nhất (Unified Model). Sting jet này khác với khu vực gió mạnh thông thường liên quan đến băng tải ấm và frông lạnh chính. Có những dấu hiệu cho thấy sự bất ổn định đối xứng cũng đóng một vai trò trong quá trình hình thành của nó nhưng tầm quan trọng của các quá trình này vẫn còn được định lượng.
Một trận bão Bắc Đại Tây Dương năm 2007, Cyclone Tilo (6-11 tháng 11 năm 2007) cũng đã được phân tích và cho thấy không biểu lộ một sting jet, mặc dù có gió bề mặt mạnh và frông bị rạn nứt.

## Toàn cầu
Cơ chế sting jet được xem là không đáng kể ở các bão gió Tây bắc Thái Bình Dương xảy ra ở Thái Bình Dương (ảnh hưởng đến Tây Bắc Hoa Kỳ và British Columbia). Các bằng chứng về vùng gió lớn quy mô trung không được ghi nhận trong hầu hết các trận bão lớn xảy ra ở đó, cùng với hình học đám mây liên quan đến các hiện tượng vắng bóng trong hình ảnh vệ tinh của các cơn bão Tây Bắc Thái Bình Dương chính. Mặc dù vậy một nghiên cứu trường hợp của một sting jet trong khu vực đã được sản xuất.